# Ilze Bortaščenoka
Ilze Bortaščenoka (ur. 12 kwietnia 1987) – łotewska lekkoatletka specjalizująca się w skoku o tyczce.

## Osiągnięcia
- reprezentantka Łotwy w zawodach Pucharu Europy oraz w drużynowych mistrzostwach Europy
- wielokrotna mistrzyni Łotwy

## Rekordy życiowe
- skok o tyczce (stadion) – 4,13 (2013)
- skok o tyczce (hala) – 4,05 (2010) były rekord Łotwy